# 맥스 터
맥스웰 J. 터(Maxwell J. Terr, 1889년 11월 16일 – 1951년 8월 2일, 맥스 터, Max Terr)는 러시아 태생의 미국 피아니스트, 편곡가, 밴드리더, 영화 작곡가였으며 1942년 버전의 찰리 채플린의 황금광시대와 오스카상 후보에 오른 작곡 음악, MGM 메트로 뉴스의 3월 주제로 가장 잘 알려져 있다.

## 작품
- 러브 퍼레이드 (영화)
- 백설 공주와 일곱 난쟁이 (영화)
- 황금광시대